# П'ємонтська Вікіпедія
П'єм́онтська Вікіпе́дія (п'єм. Piemontèisa wikipedia) — мовний розділ Вікіпедії п'ємонтською мовою. 
П'ємонтська Вікіпедія станом на 27 березня 2025 року містить 70 074 статті, 29 297 зареєстрованих користувачів, 45 активних дописувачів, 4 адміністраторів
. Загальна кількість сторінок у п'ємонтській Вікіпедії — 105 927, редагувань — 876 266, завантажених файлів — 1893
. Глибина (рівень розвитку мовного розділу) п'ємонтської Вікіпедії дуже мала і становить лише 2.2 пунктів
. 